# Mama Africa (Akon)
Mama Africa (song) är Akons fjärde singel från albumet Konvicted, utgiven 15 maj 2007. En remix på låten finns även med 50 Cent.